# Epikurejstvo
Epikurejstvo je filozofski nazor, ki je oprt na filozofski nauk starogrškega filozofa Epikurja, po katerem se svetovi in živa bitja rodijo in umirajo zaradi gibanja atomov. Spoznavanje narave ima namen, da osvobodi človeka praznoverja in strahu pred smrtjo, kajti brez tega ni mogoča človeška sreča, ki je v duševnem miru. Kraj, kjer je Epikur v Atenah poučeval, se je imenoval Epikurjev Vrt. Epikur je svojo misel zgostil v povzetke, tako da so lahko njegovi učenci njegovo misel ponavljali. 
Primer povzetka:

Ni se treba bogov bati,

ni treba, da nas smrt plaši,

dobro je lahko doseči,

nesrečo je lahko trpeti.
Pomembni Epikurejci: Lukrecij, Filodemus, Metrodor in Diogenes iz Ojnoande.